# Silent Hill
Silent Hill je série počítačových her uvedených zejména na konzolích PlayStation, Xbox a na PC. Dále existuje série komiksů Silent Hill a Sony Pictures natočil stejnojmenný celovečerní film.

## HrySilent Hill
Konkrétně se jedná o tyto hry:
- Silent Hill (1999; PS one, existuje emulovaná konverze pro PC a PSP, připravuje se verze pro Android)
- Silent Hill 2 (2001; PS2, XBOX, PC)
- Silent Hill 3 (2003; PS2, PC)
- Silent Hill 4: The Room (2004; PS2, XBOX, PC)
- Silent Hill: Origins (2007; Sony PSP, PS2)
- Silent Hill: Homecoming (2008; Sony PS3, Xbox 360, PC)
- Silent Hill: Shattered Memories (2010; Sony PSP, PS2, Wii)
- Silent Hill: Downpour (2012; Sony PS3, XBOX 360)
- Silent Hill: HD Collection (2012; Sony PS3, XBOX 360) obsahuje Silent Hill 2 a 3
- Silent Hill: Book of Memories (2012; Sony PS Vita)
- Silent Hills (zrušeno, PS4)
- Silent Hill: The Short Message (2024; PS5)
- Silent Hill f (2025; PS5)

Pro handheld GBA vyšel v Japonsku interaktivní román Silent Hill: The Play Novel, který obsahuje rozšířené osudy hlavní postavy SH1 Harryho Masona a vedlejší postavy Cybil Bennetové. Nový je příběh chlapce Andyho.
Silent Hill 2 si na konzolích vysloužil rozšířené verze Silent Hill 2: The Greatest Hits na PS2 a Silent Hill 2: Restless Dreams na XBOXu. Obě tyto verze, stejně jako jediná verze pro PC, obsahují kromě původní hry ještě menší scénář Born from a wish, ve kterém je hlavní postavou Maria (vedlejší postava SH2) a který poodhaluje její nejasnou podstatu.
Pro handheld PSP vyšel titul Silent Hill Experience, což je v podstatě pouze kolekce multimediálních bonusů, mezi které patří digitalizované komiksy a vybrané tracky z herních soundtracků.
Pro PSP je dále připravován titul Silent Hill Origins. Dějově se bude vracet do minulosti a nepřipravuje jej původní vývojářský tým, známý jako Team Silent.

## DějeSilent Hill
Herní náplň počítačových her se řadí mezi survival horory (hlavní hrdina/hrdinka bojuje o přežití ve světě příšer), ale atmosférou a příběhem tuto škatulku přesahují.
V prvním díle hlavní hrdina Harry Mason hledá ve městě Silent Hill svoji nevlastní sedmiletou dcerku Cheryl a setkává se s kultem uctívajícím temného boha. Zjišťuje, že jeho dcera je jakýmsi komplementem popálené dívky Alessy. Kult je veden Alessinou matkou Dahlií.
V druhém dějově nesouvisejícím díle je hlavní hrdina James Sunderland nucen vyrovnat se se smrtí své ženy Mary. Na své cestě se setkává s Mariou, ženou, která Mary velmi připomíná. Maria Jamese částí hry následuje a James je několikrát svědkem její smrti.
Třetí díl, kde hraje hlavní roli sedmnáctiletá dívka Heather, navazuje na okultní příběh prvního dílu. V průběhu hry je odhaleno, že Heather je další nevlastní dcerou Harryho Masona z konce prvního dílu. Heather začíná svoji cestu v náhle opuštěném obchodním centru mimo Silent Hill, ale později se vrací na místa známá z druhého dílu.
Čtvrtý díl přináší příběh Henryho Townshenda, který je uvězněn ve svém bytě ve městě Ashfield. Z bytu pak pomocí portálů cestuje na různá místa v blízkosti Silent Hillu, kde je postupně svědkem série vražd. Vrahem je Walter Sullivan, sirotek ze silenthillského sirotčince, který považuje Henryho byt za svoji matku, a který se pokouší naplnit rituál jednadvaceti obětí.
Zejména první dva díly série nechávají hráče na pochybách o přesném významu dějů a postav, s kterými se setkává. Všechny díly pak obsahují několik různých značně se lišících zakončení. Některá bývají k dispozici až při opakovaném hraní (stejně jako některé zbraně) a existují i nevážná absurdní zakončení.

## KomiksySilent Hill
Kromě toho byla uvedena řada komiksových příběhů Silent Hill:
- Silent Hill: the Original Graphic Novel (2000)
  - bylo pouze připravováno ve Velké Británii, nikdy nevyšlo
- Silent Hill: Dying Inside (2004)
  - vyšlo česky jako Silent Hill: V nitru hynoucí
- Silent Hill: Among the Damned (2004)
- Silent Hill: Paint it Black (2005)
- Silent Hill: The Grinning Man (2005)

## FilmySilent Hill

### Silent Hill(2006)
Celovečerní film, který měl světovou premiéru 21. dubna 2006, míchá témata z prvních tří dílů. Příběh vychází z prvního dílu, i když ztracenou dceru Sharon nehledá v tajemném městě její otec, ale její matka Rose. Ta se, kromě dobře známé policistky Cybil, setkává s členy kultu vedeným zde Christabellou, přičemž ve hře to byla sama matka Allesy, Dahlia. Postupně je odhalováno spojení mezi kultem, Sharon a popálenou Alessou.
Mezi nepřáteli, kteří Rose pronásledují, je k vidění postava popravčího s obrovským nožem a velkým plechovým jehlanem na hlavě – Pyramid Heada. Ten má původ v druhém díle herní série, kde pronásleduje Jamese a Marii.
Režíruje Christophe Gans (Bratrstvo vlků, Crying Freeman, Necronomicon). Na scénáři se podílel Roger Avary (Zabít Zoe, Pulp Fiction). Obsazení: Radha Mitchellová, Laurie Holdenová, Sean Bean, Deborah Kara Ungerová.
U filmu je použita původní hudba Akiry Yamaoky z herních soundtracků. Režisér se dále řídil hrou i ve vizuální podobě některých monster a prostředí. Inspirace je patrná také ve volbě záběrů (zejména záběry z vrchu).

## HudbaSilent Hill
Hudbu ke všem dílům herní série skládal Akira Yamaoka, z ní byl vybírán i filmový soundtrack. Yamaoka získal během personálních změn v autorském týmu pozici producenta. Fanoušci herní série si herních soundtracků velice považují. K dispozici jsou CD ke všem hrám. Japonská edice ke čtvrtému dílu obsahuje navíc disk s několika krátkými odvyprávěnými horory.

## Silent Hillsouvislosti a zajímavosti
- Mezi inspirační zdroje tvůrců herní série patří film Jakobův žebřík. Potvrzeno tvůrci.
- Často bývají jako inspirace uváděna díla Davida Lynche, zejména Městečko Twin Peaks a Modrý samet. Konotace nejsou příliš silné.
- SH1: Ulice z mapy města v prvním dílu nesou jména autorů knižních hororů, konkrétně jsou odkazováni Ray Bradbury, Ira Levin, Robert Bloch, Dean Koontz a Richard Bachman (pseudonym, který používá Stephen King).
- SH1: Jména učitelů nalezená v budově školy odpovídají členům skupiny Sonic Youth.
- SH2: Další jména spisovatelů: Lewis Carroll, Lindsey Davisová, Thomas Harris, Ruth Rendellová, John Sanford, David Wiltse a Andrew Vachss.
- SH3: Záběr na kolečkové křeslo v chodbě za sklem je odkaz na film Session 9.
- Film: V pensylvánském městě Centralia došlo k požáru dolů, což způsobilo vylidnění místa. To je osud podobný filmovému Silent Hillu. Jméno Centralia bylo také používáno jako falešný pracovní název pro film.
- Hra Silent Hill byla námětem pro neoficiální kampaň Blackday k Operaci Flashpoint.[1]